# Малая чайка
Ма́лая ча́йка (лат. Hydrocoloeus minutus) —  вид птиц из семейства чайковых (Laridae), единственный в роде  Hydrocoloeus. Один из самых мелких представителей семейства. Гнездится в Европе и Азии, большей частью на территории бывшего СССР. Кроме того, с недавнего времени образует небольшие колонии в районе Великих озёр в Северной Америке. В гнездовой период занимает внутренние пресноводные водоёмы — озёра, травяные болота, речные поймы. Зимует на морских побережьях Западной Европы, вдоль Средиземного, Чёрного и Каспийского морей, а также на востоке Китая.

## Описание
Грациозная и очень маленькая чайка — её длина 24—28 см, размах крыльев 62—69 см, масса около 100 г. Помимо размера, выделяется лёгким порхающим, непрямолинейным полётом, напоминающим движения скорее болотных крачек (Chlidonias), нежели чаек. В целом имеет сходство с озёрной чайкой, но примерно на треть меньше её и во взрослом оперении отличается полностью чёрной головой. Кроме того, начиная с 2-х летнего возраста, у птиц нижние кроющие крыльев дымчато-серые с белой каймой, в результате чего в полёте низ крыла выглядит почти чёрным — по этому признаку малых чаек легко выделить среди других близких видов. Имеет трёх-годовой цикл оперения — окончательный взрослый вид приобретает в возрасте трёх лет.

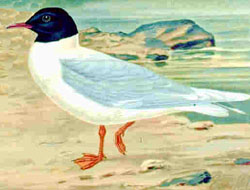
В брачном наряде

В брачном наряде низ, бока, грудь, нижняя часть шеи, подхвостье и надхвостье белые, иногда со слегка розоватым оттенком на брюхе. Голова и верхняя часть шеи контрастно-чёрные. Спина, первостепенные и второстепенные маховые светло-серые с белыми окончаниями — белые вершины сверху и снизу образуют ровную белую каёмку по всему заднему краю. Нижние кроющие крыла дымчато-серые. Голова полностью чёрная (у озёрной чайки белый затылок). Клюв короткий, тонкий, тёмно-красного цвета. Радужная оболочка глаз тёмно-бурая, края век красные. Белый ободок вокруг глаз, присущий другим черноголовым чайкам (за исключением вилохвостой), отсутствует. Ноги непропорционально короткие, ярко-розовые. Во взрослом зимнем наряде голова становится преимущественно белой, с тёмно-серыми пятнами на темени, затылке и позади глаз. Подвидов не образует.
Молодые птицы в первом летнем и зимнем наряде по окрасу головы похожи на взрослых птиц зимой, отличаясь от них более обширными тёмно-серыми пятнами на темени и кроющих ушей. Спина тёмно-бурая со светлыми пестринами, образующими отчётливые поперечные полосы. Тёмно-бурые перья также имеются на боках, как у чёрной крачки (Chlidonias niger), и в отдельных случаях могут закрывать всю грудь. В верхней части крыльев можно различить тёмный рисунок в виде буквы «М», образованный преимущественно чёрными (со второго по шестой) первостепенными и белыми с серыми каёмками второстепенными маховыми. Снизу крыло белое. Клюв черновато-бурый, радужная оболочка бурая. Ноги бледно-розовые, почти телесного цвета. Во второй год голова становится тёмной, как у взрослых птиц.
Голос мелодичный, похожий на крик чёрной крачки — ритмичный «кей, кей, кей…» либо в виде трели «ке-кей, ке-кей, ке-кей…». Сигнал тревоги — более низкая сухая трель «ке-ке-ке-кек», напоминающая голос галки. Иногда издаёт резкий писк «уить».

## Распространение
Гнездится в Евразии, главным образом в пределах республик бывшего СССР. Границы ареала во многом условны, так как для вида, наряду с традиционными районами обитания, характерны постоянные перемещения за сотни и тысячи километров, где птицы образуют временные колонии. На территории материка различают три основные гнездовые популяции, разделённые между собой. Наиболее западная и относительно немногочисленная популяция занимает Европейскую часть России и прилегающие территории — Прибалтику, южные районы Швеции и Финляндии, Восточную Белоруссию и Северную Украину. Небольшая колония отмечена в Норвегии. Чайки этого региона постоянно кочуют, меняя места гнездовий. Так, отмечены нерегулярные колонии малых чаек в Западной Европе: Нидерландах, Дании, Великобритании, Германии и Румынии, а также в Исландии. Центральная популяция, наиболее многочисленная и постоянная, занимает степи Западной Сибири и Северного Казахстана. Северная граница ареала в этом регионе пролегает через Курганскую, Тюменскую, Омскую и Новосибирскую области, на востоке достигая долину реки Оби. С юга ареал ограничен центральными районами Казахстана — Западно-Казахстанской, Костанайской (нижнее течение р. Тургай) областями и далее примерно вдоль 49-й параллели. Восточная популяция захватывает Забайкалье и север Монголии. В XX веке непостоянные колонии малых чаек были обнаружены в районе Великих озёр в Северной Америке, а, начиная с 1987 года, эти птицы гнездятся там ежегодно.
Перелётный вид. К местам зимних стоянок начинает отлетать уже в конце июля, возвращается в конце апреля — мае. Зимует на морских побережьях — в Западной Европе вдоль Атлантики к югу от Британских островов, в Средиземноморье, Адриатике, на Чёрном и Каспийском морях. Восточная популяция перемещается на юго-восток — к берегам Жёлтого моря.
В период размножения места обитаний связаны с пресноводными неглубокими водоёмами — равнинными озёрами, заболоченными поймами рек, старицами, где часто встречается смешанными стаями с озёрной чайкой и болотными крачками. Зимует на море, в период миграции держится на мелководье недалеко от берега. На пролёте в останавливается на внутренних водоёмах, чтобы переждать линьку.

## Размножение

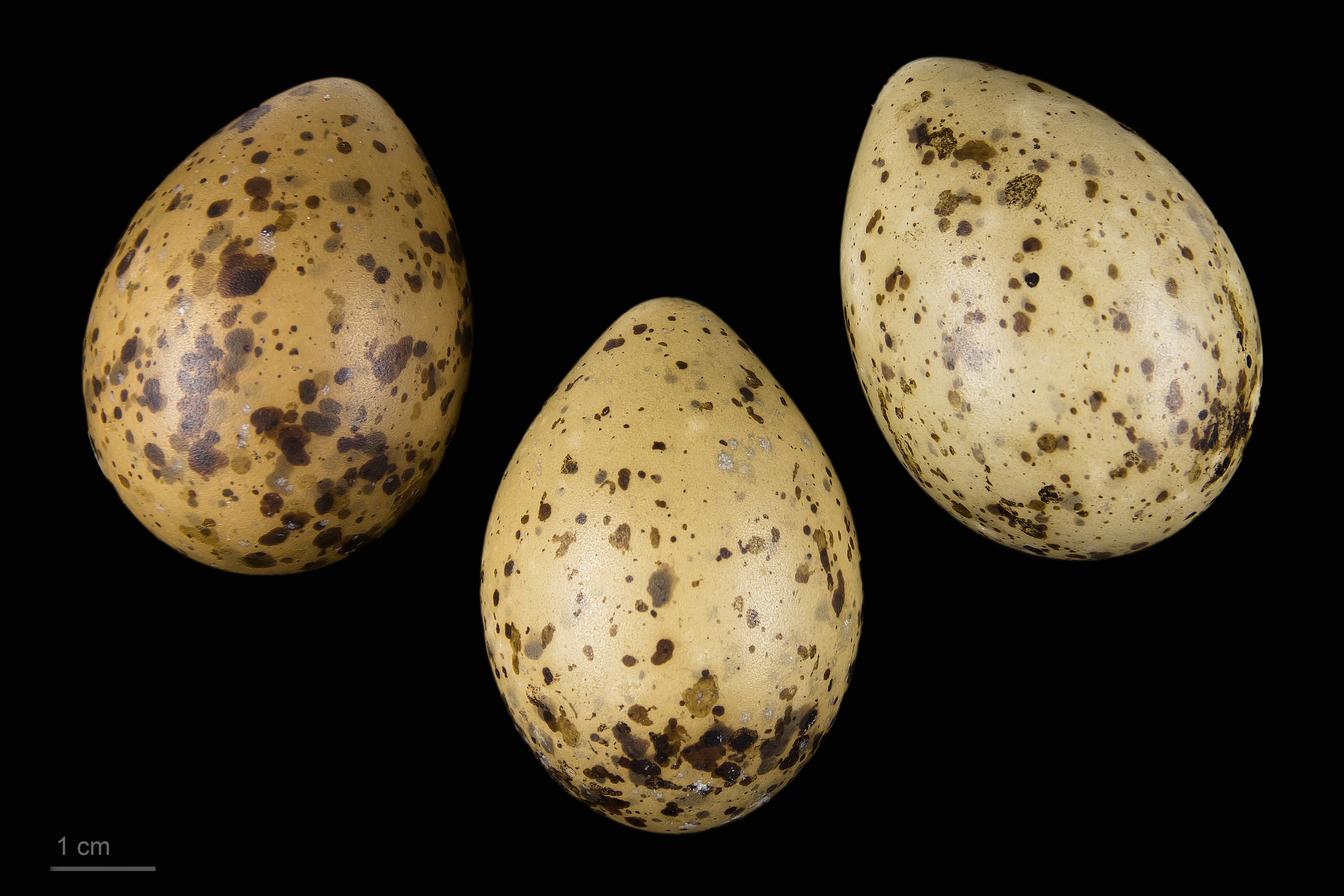
яйцо Hydrocoloeus minutus - Тулузский музеум

Половая зрелость, по-видимому, наступает в возрасте 3-х лет. Как правило, гнездятся небольшими рыхлыми колониями по 5—50 пар совместно с озёрной чайкой, белокрылой и речной крачкой. Колонии непостоянны как по географическому положению, так и по численности — птицы постоянно перемещаются внутри ареала и даже далеко за его пределами. Моногамны, пары образуются на пролёте к местам гнездовий либо вскоре после прибытия. В брачный период поведение демонстративно: в полёте характерно частое чередование активного машущего и более спокойного, размеренного полёта, и планирования; при этом чайка издаёт длинную серию быстрых повторяющихся звуков «ке-кей, ке-кей, ке-кей…». Демонстративное поведение на суше, по сравнению с другими близкими видами, выражено в меньшей степени — во время ухаживания самки вскидывают клюв, наклоняют голову и «квохчут». Гнездо чаще всего устраивается во влажном месте — в плавнях, на осоковой кочке, заломе тростника, реже на сухом берегу водоёма. В первом случае строится большая и грубая постройка из водных или околоводных растений, во втором выкапывается небольшое углубление в земле, которое слегка выстилается стебельками трав.
Кладка содержит 2—3 (реже 4) яйца оливкового, оливково-зелёного либо охристо-бурого фона с красно-бурыми, лилово-серыми или черноватыми пестринами. Размер яиц (37—45) × (28—32) мм. Насиживание начинается с первого яйца и обычно длится 20—22 дня. Насиживают оба родителя, однако большую часть времени в гнезде проводит самка. Вылупившиеся птенцы покрыты пухом серовато-бежевого цвета с рыжим оттенком. Самец и самка попеременно занимаются обогревом и кормлением птенцов. В возрасте трёх дней птенцы уже способны покидать гнездо, а на крыло становятся через 21—24 дня.

## Питание
Основной корм малых чаек — мелкие водные и наземные беспозвоночные животные и насекомые: ручейники, гребляки (Corixidae), гладыши (Notonectidae), комары-дергуны, плавунцы (Dytiscidae) и их личинки, стрекозы, наземные жуки, саранчовые и т. д. Кроме того, питается мелкой рыбой и некоторыми ракообразными, такими как артемия (Artemia salina). В поисках корма летает низко над мелководьем либо прибрежными травами, часто небольшими группами. Насекомых ловят в воздухе подобно ласточкам, или собирают на поверхности воды и с растений. Рачков ловят, бродя по мелководью. Держатся на воде, но не ныряют.